# Гай Марций Фигул (консул 64 года до н. э.)
Гай Ма́рций Фигу́л (лат. Gaius Marcius Figulus; умер вскоре поле 64 года до н. э.) — римский политический деятель из плебейского рода Марциев, консул 64 года до н. э. вместе с Луцием Юлием Цезарем. Поддерживал Марка Туллия Цицерона в его борьбе с Луцием Сергием Катилиной, оставил о себе память как обладатель роскошной гробницы.

## Биография
Гай Марций принадлежал к знатному плебейскому роду Марциев, представители которого начали занимать высшие должности сразу после допуска плебеев к консулату в IV веке до н. э. Их предком считался один из римских царей Анк Марций, который, в свою очередь, по матери был внуком Нумы Помпилия. Самым видным представителем ветви Фигулов был прадед Гая, консул 162 и 156 годов до н. э. того же имени. Сын Гая-старшего, тоже Гай, прошёл карьеру только до претуры, а о внуке вообще ничего не известно (видимо, он не занимал никаких видных должностей). Таким образом, Гаю-младшему пришлось возрождать былое величие своей семьи. Каким образом он смог это сделать и добиться консулата, остаётся неясным: источники ничего не сообщают о жизни Фигула до 64 года до н. э.
Учитывая требования Корнелиева закона, определившего минимальные временные промежутки между высшими магистратурами, исследователи датируют самое позднее 67 годом до н. э. претуру Гая Марция. В 64 году до н. э. он стал консулом совместно с патрицием Луцием Юлием Цезарем; исследователи в связи с этим отмечают, что между Марциями и Юлиями был давний союз, и такой состав консульской коллегии не выглядит как случайный. Известно, что под председательством Фигула или Цезаря сенат постановил ограничить число лиц, сопровождающих кандидатов в магистраты, а также признал несколько городских коллегий подлежащими роспуску из-за наносимого ими ущерба свободе народных собраний и общественному порядку.
Гай Марций поддержал Марка Туллия Цицерона в его борьбе с Луцием Сергием Катилиной. Он участвовал в заседании сената 5 декабря 63 года до н. э., на котором решалась судьба сторонников Катилины, и вместе с другими консулярами (бывшими консулами) высказался за казнь без суда. Уже через несколько лет после этих событий Фигул был мёртв: такой вывод следует из упоминания его гробницы в трактате Цицерона «О законах». Автор трактата в разговоре со своим другом Аттиком приводит эту гробницу как доказательство того, что современные ему римляне не знают меры в расходах на роскошь.